# قلمرو هندومالایی

قلمرو هندومالایی

قلمرو هندو مالایی (به انگلیسی: Indomalayan realm) یا قلمرو خاوری (به انگلیسی: Oriental)، یکی از هشت قلمروهای جغرافیایی زیستی است که در بیشتر جنوب و جنوب شرقی آسیا و در بخش‌های جنوبی شرق آسیا گسترش می‌یابد.
هندومالایا که توسط زیست‌شناسان قلمرو خاوری نیز نامیده می‌شود، در سراسر شبه قاره هند و جنوب شرق آسیا تا مناطق پست جنوبی چین و از طریق اندونزی تا جاوه، بالی و بورنئو گسترش می‌یابد که در شرق آن خط والاس قرار دارد که مرز قلمرو به نام آلفرد والاس نام‌گذاری شده‌است. راسل والاس که هندومالایا را از استرالیا جدا می‌کند. هندومالایا همچنین شامل فیلیپین، دشت تایوان و جزایر ریوکیو ژاپن است.
بیشتر هندومالایا در ابتدا توسط جنگل پوشیده شده بود، شامل جنگل‌های پهن‌برگ مرطوب حاره‌ای و جنب‌حاره‌ای، با جنگل‌های پهن‌برگ خشک حاره‌ای و جنب‌حاره‌ای در بیشتر هند و بخش‌هایی از جنوب شرق آسیا چیره است. جنگل‌های حاره‌ای هندومالایا بسیار متغیر و متنوع هستند، با درختان مهم اقتصادی به ویژه در خانواده‌های دوبال‌میوگان و باقلاییان.

## بوم‌ناحیه‌های هندومالایی

بوم‌منطقه‌های قلمرو هندومالایا، با کد رنگی زیست‌بوم. نخودی: بیابان‌ها و بوته‌زارها. قهوه‌ای روشن: جنگل‌های پهن‌برگ خشک حاره‌ای و جنب‌حاره‌ای. سبز: جنگل‌های پهن‌برگ مرطوب حاره‌ای و جنب‌حاره‌ای. سبز روشن: جنگل‌های سوزنی‌برگ حاره‌ای و جنب‌حاره‌ای. سبز روشن: جنگل‌های پهن‌برگ معتدله و آمیخته. سبز تیره: جنگل‌های سوزنی‌برگ معتدل. آبی روشن: علفزارها و ساواناهای پرآب. بنفش روشن: علفزارها و بوته‌زارهای کوهستانی. سرخابی: حرا.

| بوم‌ناحیه‌های جنگل‌های پهن‌برگ مرطوب حاره‌ای و جنب‌حاره‌ای قلمرو هندومالایی | بوم‌ناحیه‌های جنگل‌های پهن‌برگ مرطوب حاره‌ای و جنب‌حاره‌ای قلمرو هندومالایی |
| -------------------------------------------------------------------- | -------------------------------------------------------------------- |
| جنگل‌های بارانی جزایر آندامان                                         | هند                                                                  |
| Borneo lowland rain forests                                          | برونئی، اندونزی، مالزی                                               |
| Borneo montane rain forests                                          | برونئی، اندونزی، مالزی                                               |
| جنگل‌های توربی مردابی برنئو                                           | برونئی، اندونزی، مالزی                                               |
| Brahmaputra Valley semi-evergreen forests                            | هند                                                                  |
| Cardamom Mountains rain forests                                      | کامبوج، تایلند، ویتنام                                               |
| Chao Phraya freshwater swamp forests                                 | تایلند                                                               |
| Chao Phraya lowland moist deciduous forests                          | تایلند                                                               |
| جنگل‌های کوهستانی چین هیلز ارکان                                      | میانمار، هند                                                         |
| جنگل‌های حاره‌ای جزایر کوکوس و کریسمس                                  | استرالیا                                                             |
| جنگل‌های خزان‌دار مرطوب کوهسارهای شرقی                                 | هند                                                                  |
| Eastern Java–Bali montane rain forests                               | اندونزی                                                              |
| Eastern Java–Bali rain forests                                       | اندونزی                                                              |
| Greater Negros–Panay rain forests                                    | فیلیپین                                                              |
| Hainan Island monsoon rain forests                                   | چین                                                                  |
| جنگل‌های پهن‌برگ جنب‌حاره‌ای هیمالیا                                     | بوتان (کشور), هند، نپال                                              |
| Irrawaddy freshwater swamp forests                                   | میانمار                                                              |
| Irrawaddy moist deciduous forests                                    | میانمار                                                              |
| جنگل‌های همیشه‌سبز جنب‌حاره‌ای ژیانگ نان                                 | چین                                                                  |
| Kayah–Karen montane rain forests                                     | میانمار، تایلند                                                      |
| جنگل‌های خزان‌دار مرطوب دشت‌های گانگتیک پایینی                          | بنگلادش، هند                                                         |
| Luang Prabang montane rain forests                                   | لائوس                                                                |
| Luzon montane rain forests                                           | فیلیپین                                                              |
| جنگل‌های بارانی لوزون                                                 | فیلیپین                                                              |
| Malabar Coast moist forests                                          | هند                                                                  |
| جنگل‌های مرطوب حاره‌ای مجمع‌الجزایر مالدیو–لاکشادویپ–چاگوس              | قلمرو اقیانوس هند بریتانیا، هند، مالدیو                              |
| جنگل‌های جنب‌حاره‌ای مگالایا                                            | هند                                                                  |
| Mentawai Islands rain forests                                        | اندونزی                                                              |
| Mindanao montane rain forests                                        | فیلیپین                                                              |
| Mindanao–Eastern Visayas rain forests                                | فیلیپین                                                              |
| Mindoro rain forests                                                 | فیلیپین                                                              |
| جنگل‌های بارانی میزورام–منیپور–کاچین                                  | بنگلادش، هند، میانمار                                                |
| Myanmar coastal rain forests                                         | میانمار                                                              |
| جنگل‌های همیشه‌سبز جنب‌حاره‌ای جزایر نانسی                               | ژاپن                                                                 |
| Nicobar Islands rain forests                                         | هند                                                                  |
| جنگل‌های خزان‌دار مرطوب شمال غربی گهات                                 | هند                                                                  |
| North Western Ghats montane rain forests                             | هند                                                                  |
| Northern Annamites rain forests                                      | لائوس، ویتنام                                                        |
| جنگل‌های مرطوب جنب‌حاره‌ای هندوچین شمالی                                | چین، لائوس، میانمار، تایلند، ویتنام                                  |
| Northern Khorat Plateau moist deciduous forests                      | لائوس، تایلند                                                        |
| Northern Thailand-Laos moist deciduous forests                       | لائوس، تایلند                                                        |
| جنگل‌های جنب‌حاره‌ای مثلث شمالی                                         | میانمار                                                              |
| Northern Vietnam lowland rain forests                                | ویتنام                                                               |
| جنگل‌های نیمه-همیشه‌سبز ادیشا                                          | هند                                                                  |
| Palawan rain forests                                                 | فیلیپین                                                              |
| Peninsular Malaysian montane rain forests                            | مالزی، تایلند                                                        |
| Peninsular Malaysian peat swamp forests                              | مالزی، تایلند                                                        |
| Peninsular Malaysian rain forests                                    | اندونزی، مالزی، سنگاپور، تایلند                                      |
| Red River freshwater swamp forests                                   | ویتنام                                                               |
| South China Sea Islands                                              | مورد مناقشه میان چین، مالزی، فیلیپین، تایوان، ویتنام                 |
| جنگل‌های همیشه‌سبز جنب‌حاره‌ای جنوب چین–ویتنام                           | چین، ویتنام                                                          |
| South Taiwan monsoon rain forests                                    | تایوان                                                               |
| جنگل‌های خزان‌دار مرطوب جنوب غربی گهات                                 | هند                                                                  |
| South Western Ghats montane rain forests                             | هند                                                                  |
| Southern Annamites montane rain forests                              | کامبوج، لائوس، ویتنام                                                |
| Southwest Borneo freshwater swamp forests                            | اندونزی                                                              |
| جنگل‌های بارانی پست‌بوم‌های سریلانکا                                    | سری‌لانکا                                                             |
| جنگل‌های بارانی کوهستانی سری‌لانکا                                     | سری‌لانکا                                                             |
| Sulu Archipelago rain forests                                        | فیلیپین                                                              |
| Sumatran freshwater swamp forests                                    | اندونزی                                                              |
| Sumatran lowland rain forests                                        | اندونزی                                                              |
| Sumatran montane rain forests                                        | اندونزی                                                              |
| Sumatran peat swamp forests                                          | اندونزی                                                              |
| Sundaland heath forests                                              | اندونزی                                                              |
| سونداربانس                                                           | بنگلادش، هند                                                         |
| جنگل‌های همیشه‌سبز جنب‌حاره‌ای تایوان                                    | تایوان                                                               |
| Tenasserim–South Thailand semi-evergreen rain forests                | مالزی، میانمار، تایلند                                               |
| Tonle Sap freshwater swamp forests                                   | کامبوج، ویتنام                                                       |
| Tonle Sap–Mekong peat swamp forests                                  | کامبوج، ویتنام                                                       |
| جنگل‌های خزان‌دار مرطوب دشت‌های گانگتیک بالایی                          | هند                                                                  |
| Western Java montane rain forests                                    | اندونزی                                                              |
| Western Java rain forests                                            | اندونزی                                                              |

| بوم‌ناحیه‌های جنگل‌های پهن‌برگ خشک حاره‌ای و جنب‌حاره‌ای قلمرو هندومالایی | بوم‌ناحیه‌های جنگل‌های پهن‌برگ خشک حاره‌ای و جنب‌حاره‌ای قلمرو هندومالایی |
| ------------------------------------------------------------------ | ------------------------------------------------------------------ |
| جنگل‌های خزان‌دار خشک فلات مرکزی دکن                                 | هند                                                                |
| Central Indochina dry forests                                      | کامبوج، لائوس، تایلند، ویتنام                                      |
| Chota-Nagpur dry deciduous forests                                 | هند                                                                |
| East Deccan dry evergreen forests                                  | هند                                                                |
| Irrawaddy dry forests                                              | میانمار                                                            |
| جنگل‌های خزان‌دار خشک ختیار–گیر                                      | هند                                                                |
| جنگل‌های خزان‌دار خشک دره نارمادا                                    | هند                                                                |
| Northern dry deciduous forests                                     | هند                                                                |
| South Deccan Plateau dry deciduous forests                         | هند                                                                |
| Southeastern Indochina dry evergreen forests                       | کامبوج، لائوس، تایلند                                              |
| Southern Vietnam lowland dry forests                               | ویتنام                                                             |
| Sri Lanka dry-zone dry evergreen forests                           | سری‌لانکا                                                           |

| بوم‌ناحیه‌های جنگل‌های سوزنی‌برگ حاره‌ای و جنب‌حاره‌ای هندومالایی | بوم‌ناحیه‌های جنگل‌های سوزنی‌برگ حاره‌ای و جنب‌حاره‌ای هندومالایی |
| ---------------------------------------------------------- | ---------------------------------------------------------- |
| جنگل‌های کاج جنب‌حاره‌ای هیمالیا                              | بوتان (کشور), هند، نپال، پاکستان                           |
| جنگل‌های کاج حاره‌ای لوزون                                   | فیلیپین                                                    |
| جنگل‌های کاج شمال شرقی هند و میانمار                        | میانمار، هند                                               |
| جنگل‌های کاج حاره‌ای سوماترا                                 | اندونزی                                                    |

| بوم‌ناحیه‌های جنگل پهن‌برگ و مخلوط معتدله قلمرو هندومالایی | بوم‌ناحیه‌های جنگل پهن‌برگ و مخلوط معتدله قلمرو هندومالایی |
| ------------------------------------------------------- | ------------------------------------------------------- |
| جنگل‌های پهن‌برگ هیمالیای شرقی                            | بوتان، هند، نپال                                        |
| جنگل‌های معتدله مثلث شمالی                               | میانمار                                                 |
| Western Himalayan broadleaf forests                     | هند، نپال، پاکستان                                      |

| بوم‌ناحیه‌های جنگل‌های سوزنی‌برگ معتدله قلمرو هندومالایی | بوم‌ناحیه‌های جنگل‌های سوزنی‌برگ معتدله قلمرو هندومالایی |
| ---------------------------------------------------- | ---------------------------------------------------- |
| جنگل‌های سوزنی‌برگ کوهستانی هیمالیای شرقی              | بوتان، هند، نپال                                     |
| جنگل‌های سوزنی‌برگ کوهستانی هیمالیای غربی              | هند، نپال، پاکستان                                   |

| بوم‌ناحیه‌های علفزارها، گرم‌دشت‌ها و درختچه‌زارهای حاره‌ای و جنب‌حاره‌ای قلمرو هندومالایی | بوم‌ناحیه‌های علفزارها، گرم‌دشت‌ها و درختچه‌زارهای حاره‌ای و جنب‌حاره‌ای قلمرو هندومالایی |
| --------------------------------------------------------------------------------- | --------------------------------------------------------------------------------- |
| Terai–Duar savanna and grasslands                                                 | بوتان، هند، نپال                                                                  |

| بوم‌ناحیه‌های علفزارها و گرم‌دشت‌های سیلابی قلمرو هندومالایی | بوم‌ناحیه‌های علفزارها و گرم‌دشت‌های سیلابی قلمرو هندومالایی |
| -------------------------------------------------------- | -------------------------------------------------------- |
| Rann of Kutch seasonal salt marsh                        | هند، پاکستان                                             |

| بوم‌ناحیه‌های علفزارها و درختچه‌زارهای کوهستانی قلمرو هندومالایی | بوم‌ناحیه‌های علفزارها و درختچه‌زارهای کوهستانی قلمرو هندومالایی |
| ------------------------------------------------------------- | ------------------------------------------------------------- |
| مراتع آلپی کوه کینبالو                                        | مالزی                                                         |

| بوم‌ناحیه‌های بیابان‌ها و درختچه‌زارهای خشک قلمرو هندومالایی | بوم‌ناحیه‌های بیابان‌ها و درختچه‌زارهای خشک قلمرو هندومالایی |
| -------------------------------------------------------- | -------------------------------------------------------- |
| Deccan thorn scrub forests                               | هند، سری‌لانکا                                            |
| بیابان دره سند                                           | هند، پاکستان                                             |
| Northwestern thorn scrub forests                         | هند، پاکستان                                             |
| بیابان تار                                               | هند، پاکستان                                             |

| بوم‌ناحیه‌های مانگرو قلمرو هندومالایی | بوم‌ناحیه‌های مانگرو قلمرو هندومالایی |
| ----------------------------------- | ----------------------------------- |
| مانگروهای گوداوری–کریشنا            | هند                                 |
| Indochina mangroves                 | کامبوج، مالزی، تایلند، ویتنام       |
| مانگروهای دلتای رود سند–دریای عرب   | پاکستان                             |
| Myanmar coast mangroves             | میانمار، هند، مالزی، تایلند         |
| Sunda Shelf mangroves               | برونئی، اندونزی، مالزی              |
| سونداربانس                          | بنگلادش، هند                        |